# Green Island (Otago)
Green Island (Māori: Okaihae) ist eine Insel zwei Kilometer vor der Küste von Dunedin in Neuseeland. Die nächstgelegene Ortschaft ist Waldronville.
Der Name einer der Vorstädte von Dunedin leitet sich indirekt von der Insel ab, er stammt vom Green Island bush, einem Gebiet aus natürlichem Busch, der sich von dem Tal, in dem die Stadt liegt, über die Hügel zur Küste bei dieser Insel erstreckt. Green Island ist unbewohnt und liegt 13 km südwestlich von Dunedin nahe der Mündung der Kaikorai-Lagune. 
Es wird vermutet, dass es sich um die 'Isle of Wight' handelt, auf der der Robbenfänger Brothers aus Sydney, der von Robert Campbell gechartert und von Robert Mason geführt wurde, im November 1809 acht von elf Sträflingen aussetzte. Darunter war William Tucker. Alternativ kann die 'Isle of Wight' auch das wenige Kilometer südlich gelegene Taieri Island/Moturata sein, in diesem Fall kann Green Island der 'Ragged Rock' gewesen sein, wo die restlichen drei Männer ausgesetzt wurden. Einige der Ausgesetzten gaben an, die Zeit vom 9. November 1809 bis 20. Dezember 1810 auf der Insel verbracht zu haben.
Green Island wurde früher auch St Michael's Mount genannt. Es wurde angenommen, dass dieser Name von gleichnamigen Insel der Küste von Cornwall abgeleitet wurde. Es ist aber wahrscheinlicher, dass sie nach dem Mutterschiff Tommy Chaselands, der St. Michael benannt wurde, als er in den 1820er Jahren die Gegend bereiste. Er berichtete Edward Shortland, dass er bei dem Versuch an der Insel zu landen ein Boot mit der gesamten Besatzung verloren habe. Er selbst habe allein auf der Insel übernachtet und sei am nächsten Tag von einem anderen Boot aufgenommen worden.
In den 1880er Jahren wurde auf der Insel Guano abgebaut. 